# Улица Металлургов (Екатеринбург)
У́лица Металлу́ргов (прежние названия: 8-я Ключевска́я, Новая Одинарка, Кра́сная Кро́вля) — магистральная улица в жилом районе «ВИЗ» Верх-Исетского административного района Екатеринбурга.

## Расположение и благоустройство
Улица проходит с востока на запад между улицами Красных Зорь и Красноуфимской. Начинается от пересечения с улицей Токарей и заканчивается у развязки с Объездной автодорогой (ранее заканчивалась у улицы Лоцмановых), далее к западу переходит в Ново-Московский тракт. Пересекается с улицами Викулова, Плотников (прямого пересечения нет), Лагоды, Рабочих, Торфорезов и Лоцмановых — последние четыре улицы имеют примыкания к улице Металлургов только с нечётной стороны, а с чётной стороны эти улицы застроены и выхода на улицу Металлургов не имеют. Примыканий других улиц нет.
Протяжённость улицы составляет около 4,5 км. Ширина проезжей части — более 20 м (до улицы Ломановых — по три полосы в каждую сторону движения с разделительной полосой между ними, далее улицы Лоцмановых — по две полосы движения). Улица оборудована светофорами и уличным освещением.

## История
Улица появилась не ранее 1788 года (точное время формирования неизвестно) и называлась 8-я Ключевская. Всего Ключевских улиц было девять, все они заканчивались у торфяного болота, близ которого, возможно, находились ключи, используемые местными жителями. Среди жителей бытовало и ещё одно название улицы — Новая Одинарка (Одинарками называли односторонние улицы на окраинах поселений). В 1921 году улица получила название Красная Кровля по названию Верх-Исетского завода в 1920-е годы. В 1933 году улице было присвоено современное название Металлургов.
С 1968 деревянные одноэтажные дома сносятся, а на их месте начинается массовая застройка домами типовой серии I-468. В 1970-72 сданы 17 5-этажных панельных домов (т. н. «брежневка»), в 1974 — 4 длинных 9-этажных панельных дома (т. н. «пентагон») № 10-А, 18-А, 28 и 32-А, и 3 12-этажных (серии I-468-М, или 141). В 1984-94 сданы 9-16-этажные дома № 48-52 (серии 141). В конце улицы располагается несколько крупных торговых центров, в том числе «МЕГА» (2006), Metro Cash and Carry, Leroy Merlin (2018).